# Xã Barsness, Quận Pope, Minnesota
Xã Barsness (tiếng Anh: Barsness Township) là một xã thuộc quận Pope, tiểu bang Minnesota, Hoa Kỳ. Năm 2010, dân số của xã này là 149 người.